# امپراتور گونگ زونگ
امپراتور گونگ زونگ (۱۲۷۱- نامعلوم (احتمالاً ۱۳۲۳ میلادی) هفتمین امپراتور دودمان سونگ جنوبی بود. او از ۱۲۷۴ میلادی تا زمان برکناری‌اش در ۱۲۷۶ سلطنت کرد. بعد از او برادر بزرگترش - امپراتور دوآن زونگ - به سلطنت رسید. در جریان حمله مغولان به هانگژو در ۱۲۷۶ میلادی اسیر شد.